# Британський танк Mk.V (Харків)
Танк на площі Конституції в Харкові — англійський танк Mark V, встановлений як пам'ятник Громадянській війні в Росії 1918—1922 років у історичному центрі Харкова у 1938 році.
Спочатку було встановлено два танки: так званий «композит» з лівим та правим розташуванням гармати (відповідно правий та лівий танки танкового взводу). Другий пам'ятник розташовувався на Сергіївському майдані (раніше Пролетарській площі) та був втрачений у 1943 році або дещо пізніше.
Цей танк зберігся, однак у повоєнний час був переміщений на територію Покровського собору та встановлений на подвір'ї Історичного музею, який у той час знаходився на території Покровського монастиря. Після того, як у 1990 році будівлю музею було повернуто Харківській єпархії, танк було переміщено через Університетську вулицю на пл. Конституції, до іншого будинку Історичного музею (який до цього був ломбардом), де й розташовувався до ремонту.

## Історія танка
Правдива історія походження танка невідома. За однією з непідтверджених версій, танк був поставлений Антантою до Збройних сил Півдня Росії наприкінці 1919 або на початку 1920 року, а потім був зарахований до Російської армії Петра Врангеля в Криму, де отримав назву «За Русь Святу». Восени 1920 року танк був підбитий у ліву гусеницю під час боїв з Червоною армією на Каховському плацдармі (на лівій гусениці все ще можна розгледіти сліди від пошкодження).
Після ремонту танк був переданий до бойового складу Червоної армії (з 1920 у складі харківської, а з 1922 лефортівської танкових ескадр Червоної армії), а потім, як військовий трофей встановлений у Харкові на загальний огляд.

У 1938 році в семи містах СРСР були виставлені, в основному попарно, трофейні танки Першої світової війни як пам'ятники. Частина знятих в 1938 з озброєння Mark V, згідно з розпорядженням Климента Ворошилова, була розподілена за наступними містами:
Танки вважаю за необхідне використовувати наступним чином: 1. «Рікардо» [так, за назвою модифікації двигуна, іменували в СРСР танки Mark V] у кількості 14 штук передати попарно містам: Смоленську, Ростову-на-Дону, Харкову, Ленінграду, Києву, Ворошиловграду та Архангельську для використання їх як історичні пам'ятники громадянської війни".
На цей час, крім харківського танка типу «гермафродит», танки типу Mark V збереглися ще в Луганську (два танки типу «гермафродит»), в Архангельську (один танк типу «самка») та в Кубинці (один танк типу «самець»).

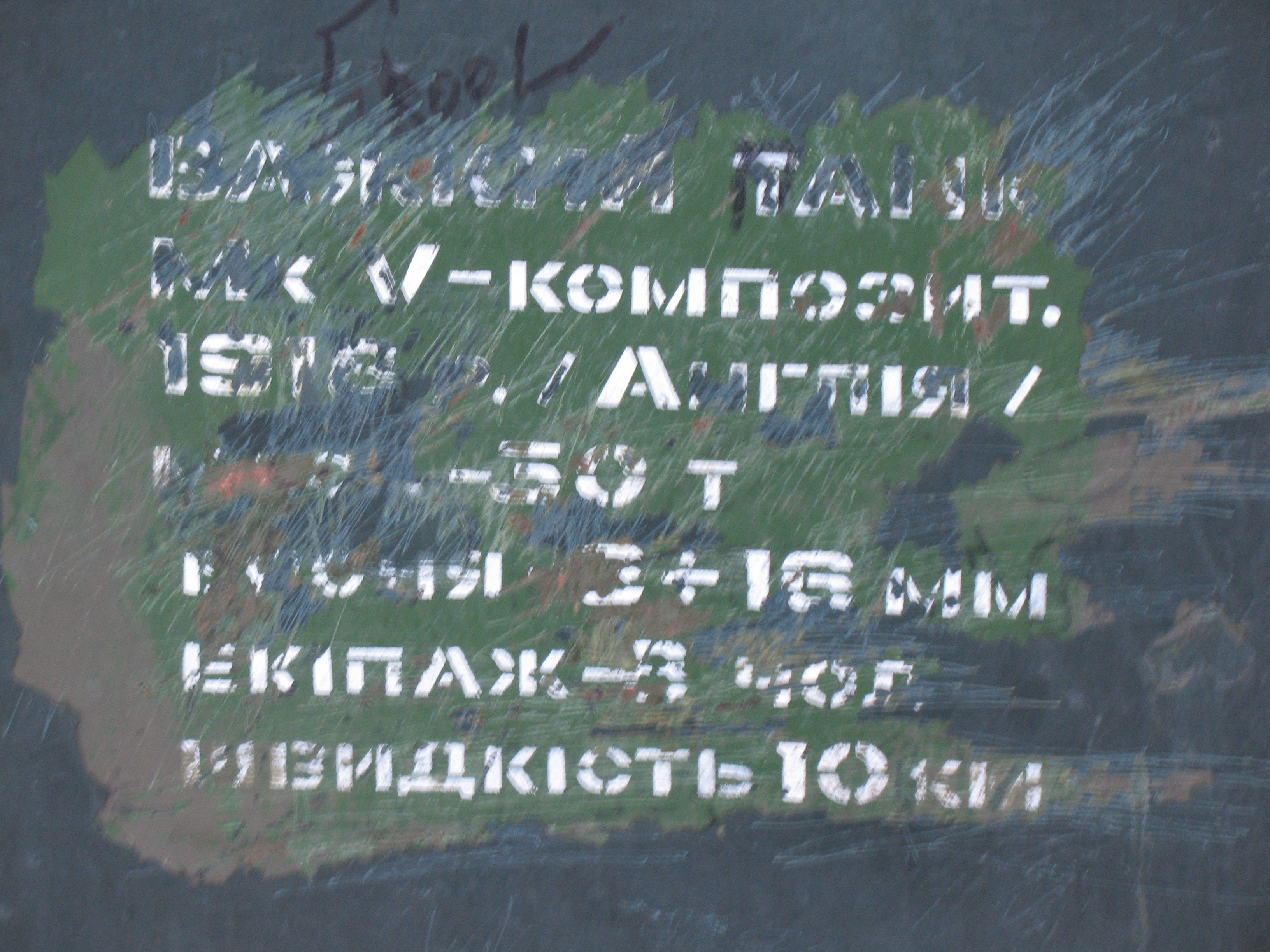
ТТХ танка

У жовтні 2011 року, у зв'язку з реконструкцією площі Конституції, танк (разом з іншим танком Т-34-85) перенесено на бетонні помости уздовж Бурсацького узвозу. У листопаді того ж року обидва танки були демонтовані та вивезені для реставрації на Харківський танкоремонтний завод (ремонт та рихтування техніки не проводилися з часів СРСР, їх лише щорічно фарбували). Танки планувалося повернути на площу до літа наступного року, до ЄВРО-2012 — проте реставрація розпочалася лише в березні 2012 року. Було оголошено, що частини корпусу, що проржавіли, планується вирізати й замінити їх новими вставками, також встановити реалістичну імітацію озброєння.
У листопаді 2012 стало відомо, що танки повернуть на постаменти після закінчення реконструкції історичного музею та площі Конституції. Обидва танки повернулися на постаменти до 9 травня 2013 року.

## Галерея

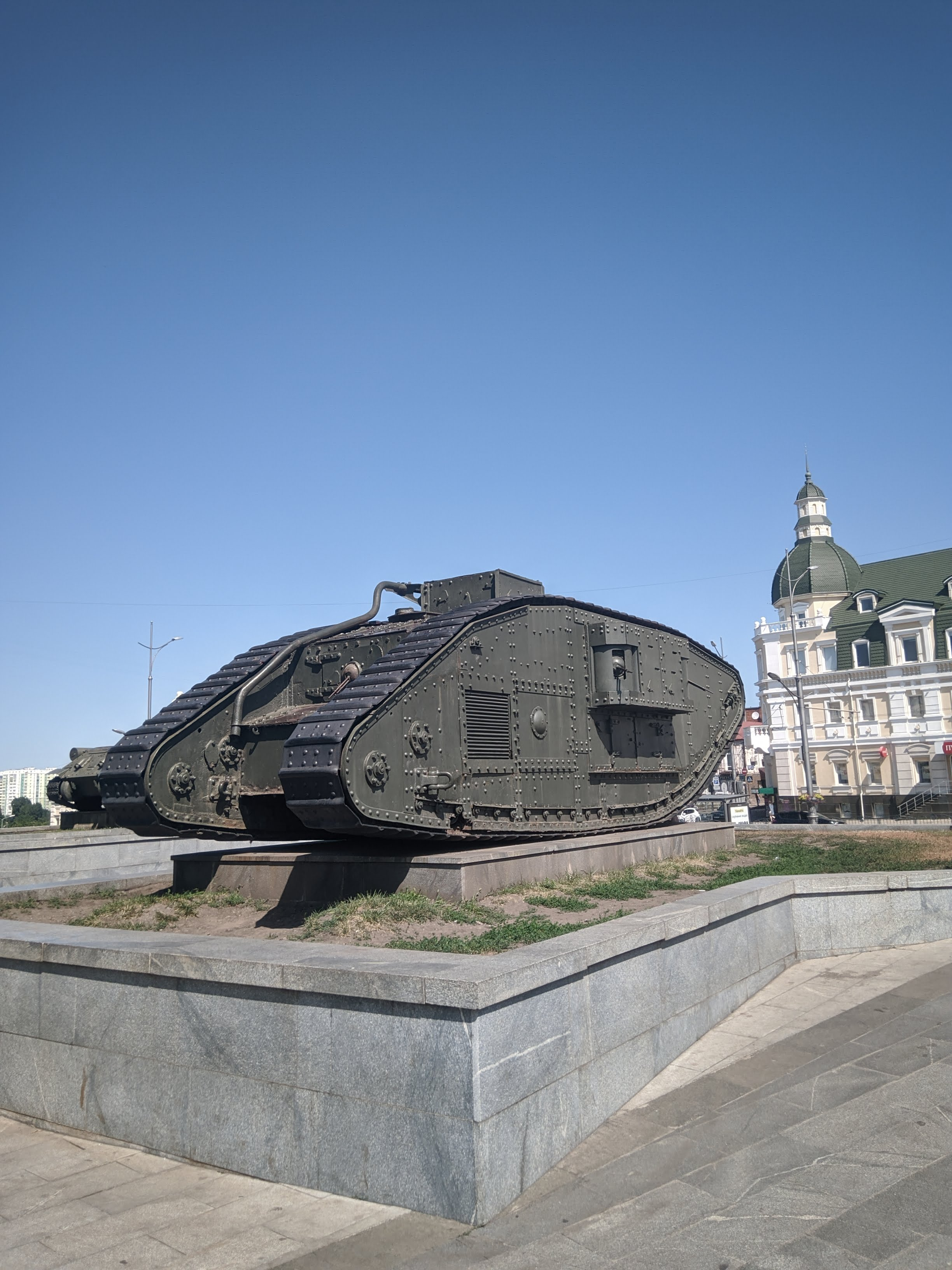
Танк збоку (2021)
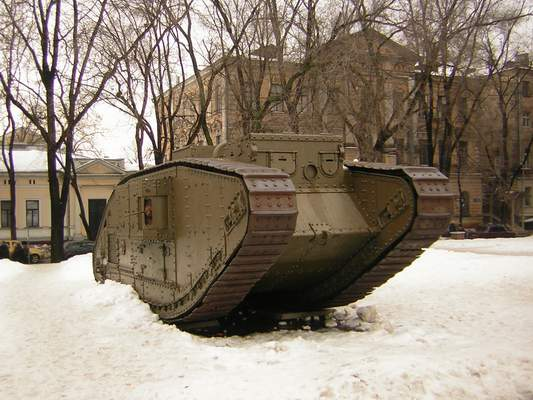
Танк на минулому місці (2007)
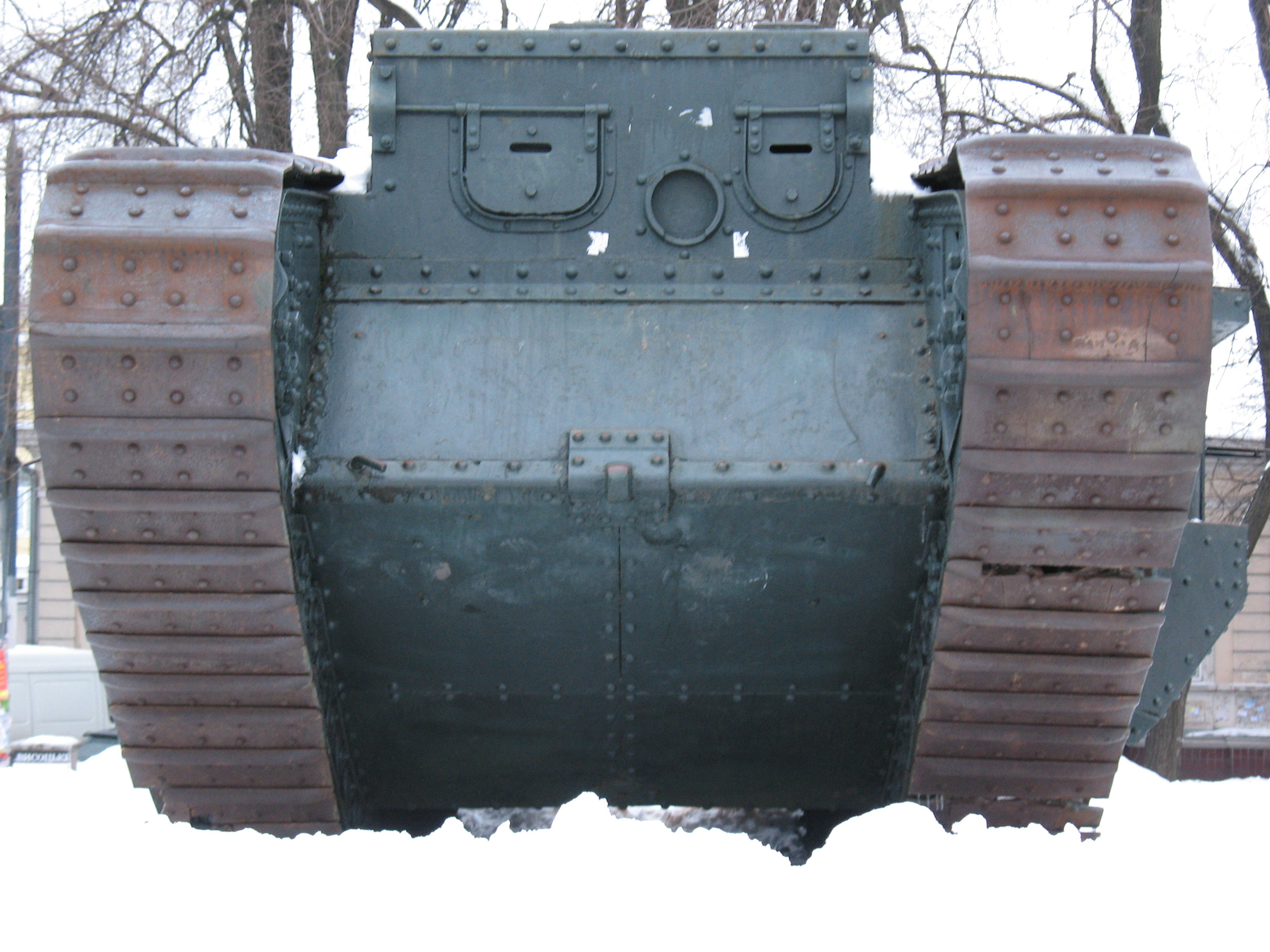
Танк спереду
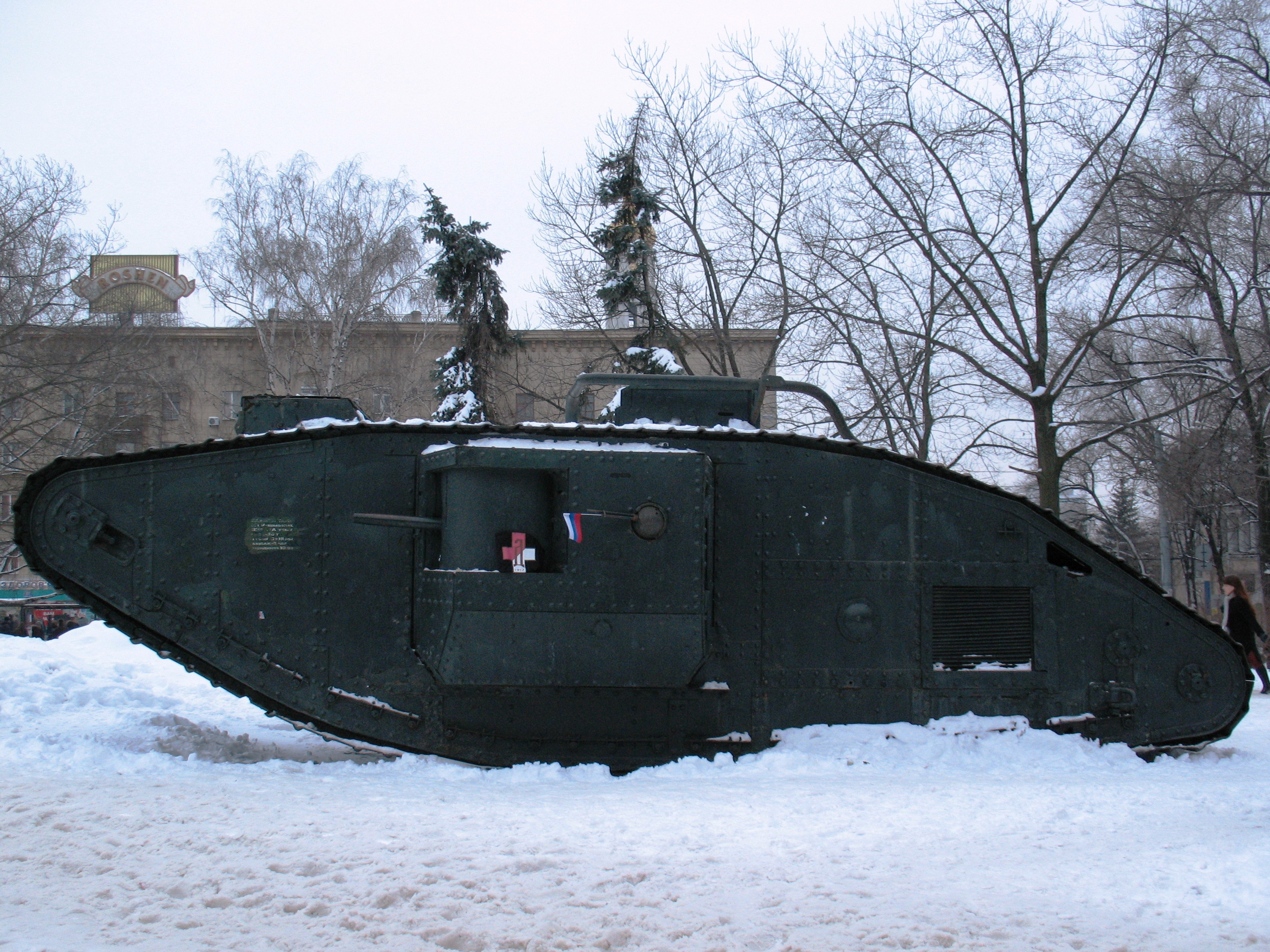
Вигляд збоку
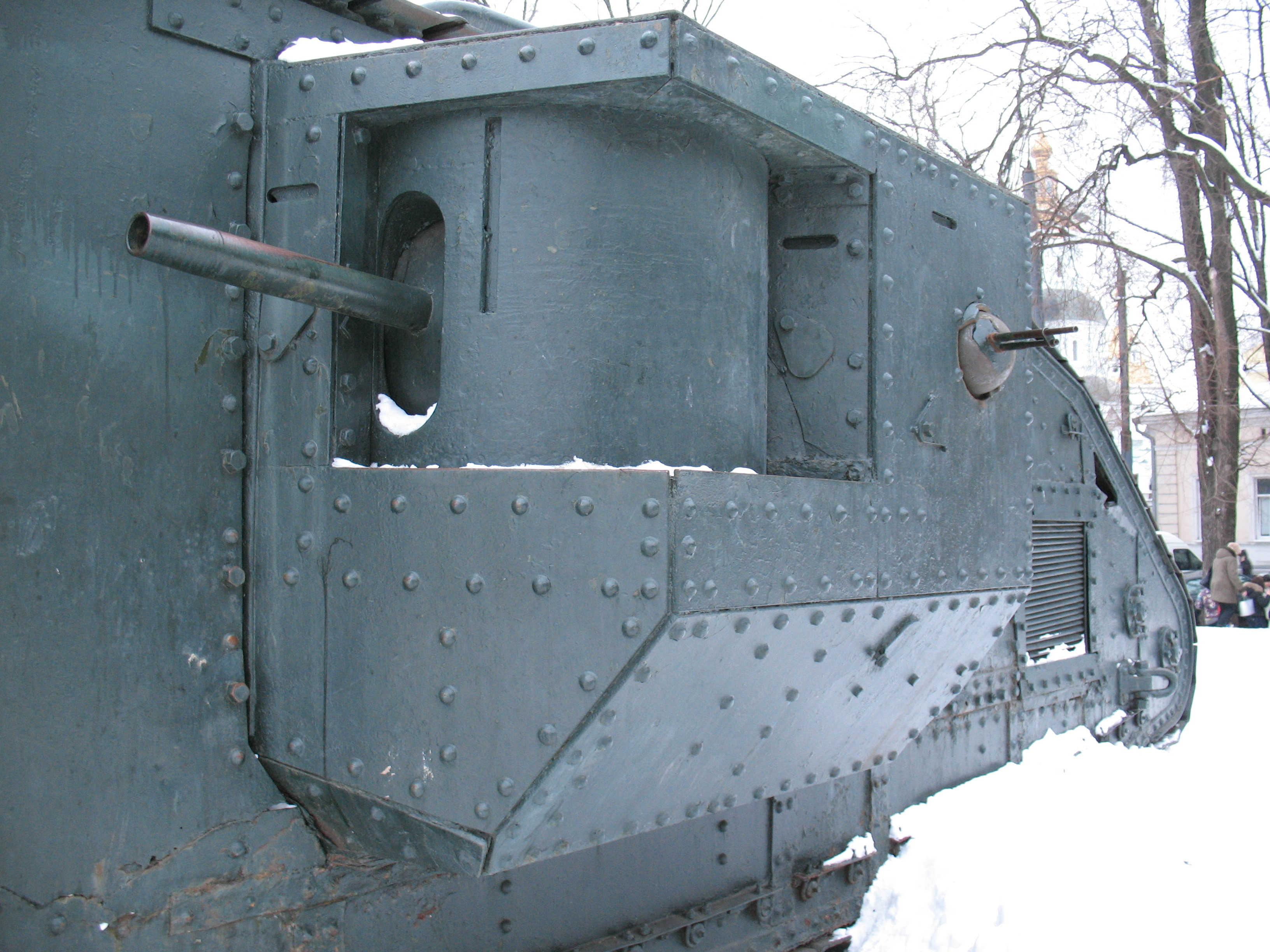
«Гармата» з водопровідної труби Ду32
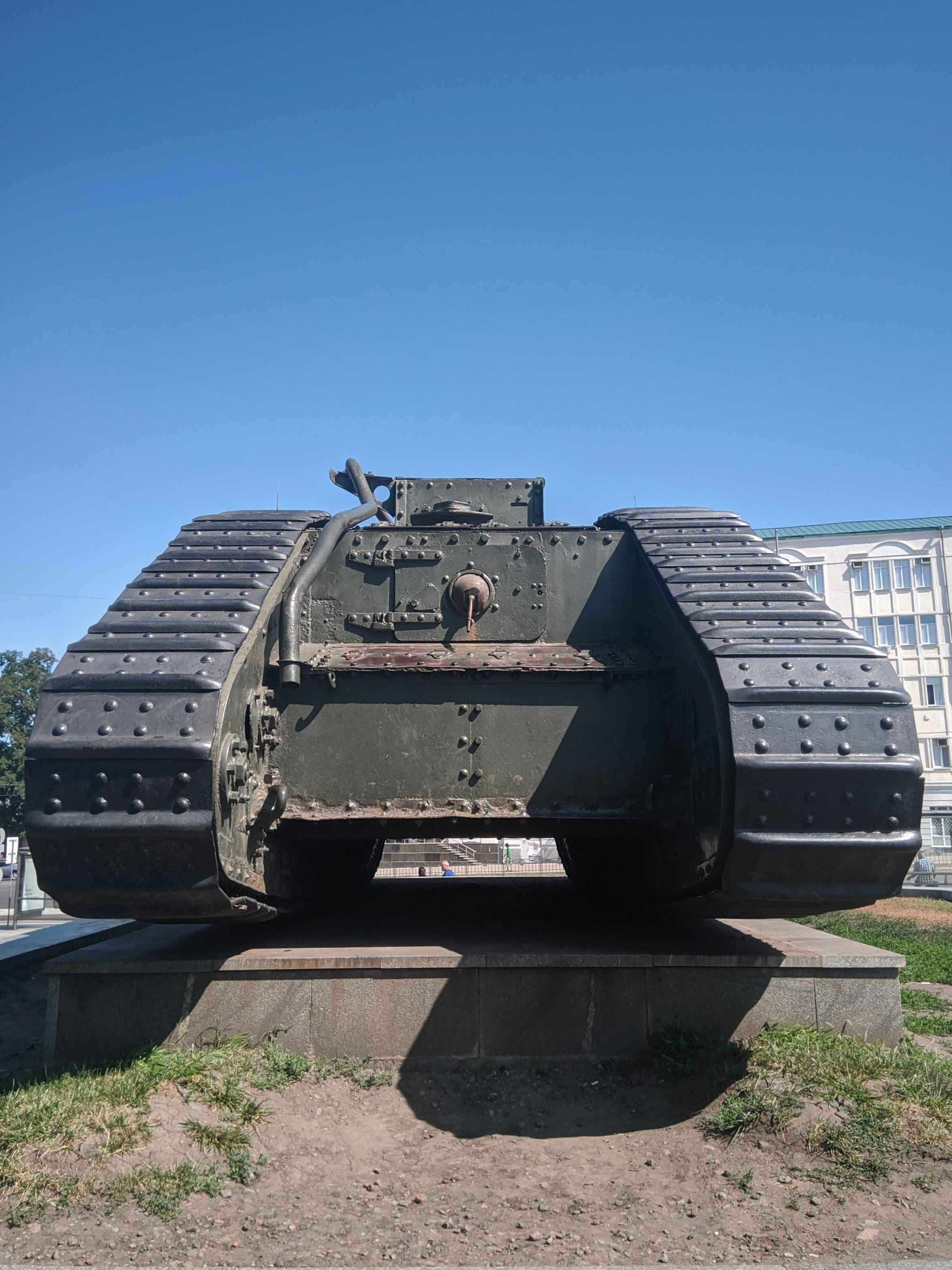
Танк ззаду
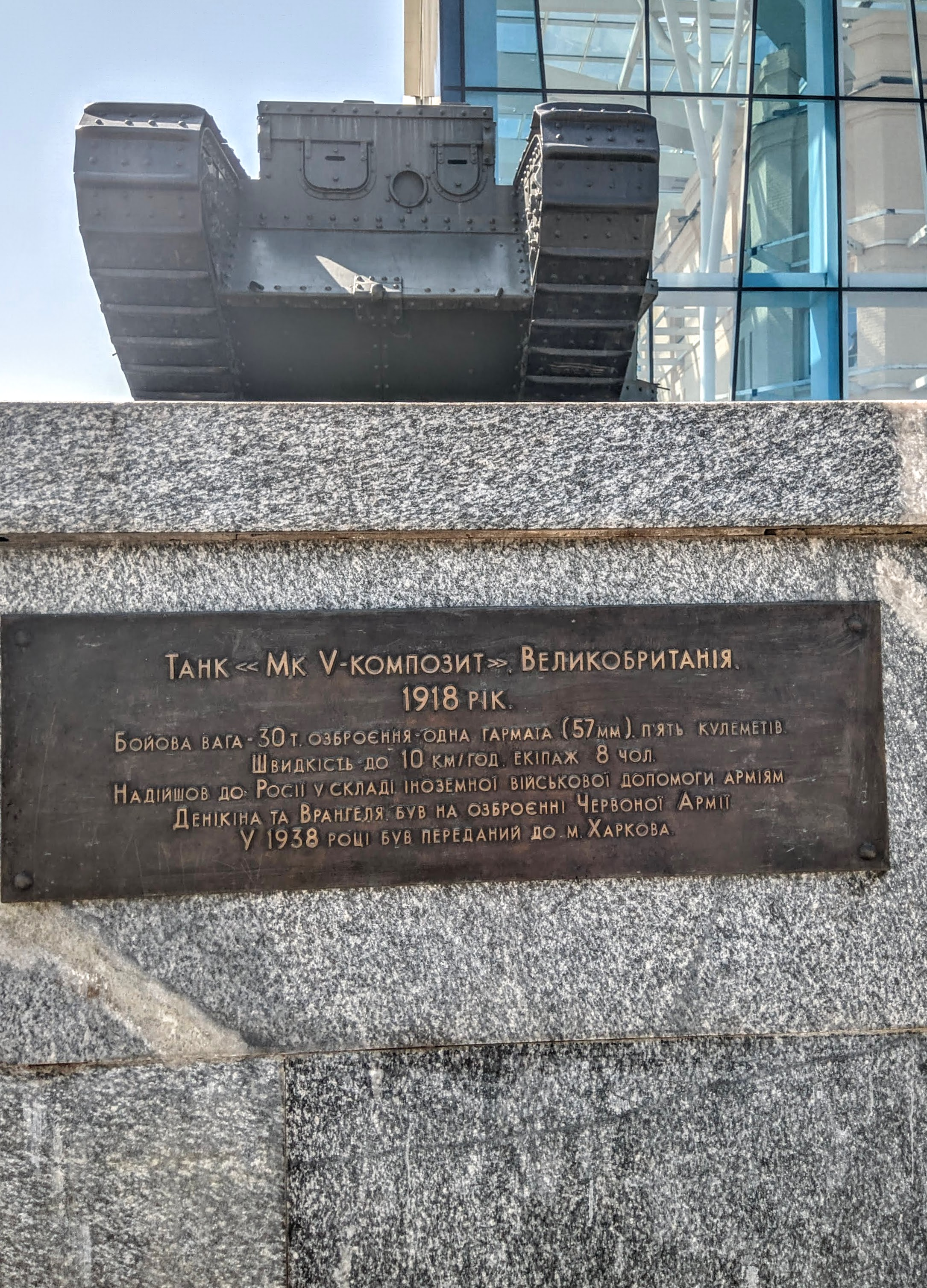
Інформаційна табличка до танка